# Федон, Жюльен
Жюльен Федон (Джулиан Федон, фр. Julien Fédon, Foedonn, Feydn; ? — 1796?) — предводитель восстания против британского правления на Гренаде между 2 марта 1795 и 19 июня 1796 года.
Потомок темнокожих рабов (по материнской линии), Федон под влиянием Великой Французской революции поднял островитян, в основном франкоязычных мулатов смешанных кровей и чёрных рабов, но также и белых бедняков, на борьбу с английскими и французскими крупными землевладельцами. Восстание Федона вспыхнуло в том же году, что и несколько аналогичных выступлений в Карибском бассейне, в том числе на Кубе и Ямайке, а также в Коро (Венесуэла).
Восстание было разгромлено, но его руководителя схватить не удалось — исчезнув где-то в горах Гранд-Этан, он «стал местной легендой уровня Робин Гуда». В XIX—XX веках Федон считался народным героем Гренады и оказывал влияние на последующих революционеров и участников национально-освободительных движений.

## Биография

### Ранние годы
Жюльен Федон родился на острове Мартиника. Он был сыном французского ювелира, перебравшегося на Мартинику из Бордо в 1749 году, и освобождённой чёрной рабыни. Семья осела на Гренаде в 1750-х годах, когда остров находился под властью Франции; здесь Пьер Федон обзавёлся плантацией. Однако, по словам историка Эдварда Кокса, Федон, похоже, не жил здесь до 1772 года и, вероятно, поселился тут позже.
На Гренаде Федон в 1787 году женился на мулатке Мари Роуз Кавелан, с которой они поселились на плантации в округе Сент-Джон. Франция вернула остров во время Войны за независимость США, но затем вновь перешёл к Великобритании по Версальскому договору. В революционные годы Федон был назначен командующим французскими республиканскими силами на Гваделупе.

### Восстание
Федон начал восстание на Гренаде в ночь на 2 марта 1795 года. С помощью около 100 освобожденных рабов и мулатов Федон сражался с французскими и британскими плантаторами острова. Атаки повстанцев координировались на города Гренвилл и Гуйаве. Они разграбили и сожгли дома британских плантаторов, убив несколько из них. Вернувшись в горы Бельведера, повстанцы присоединились к большой группе рабов, сбежавших с плантаций, на которых те работали. В горах Федон построил несколько укреплений, чтобы противостоять британским атакам. Тем временем колониальная администрация получила крупный заём для подавления восстания, и к следующему году нарастила военное присутствие до 5 тысяч британских солдат.
В XVII—XVIII веках на кофейных, хлопковых и сахарных плантациях острова активно эксплуатировался труд ввозимых из Африки рабов. Во время восстания около 14 000 из 28 000 рабов на Гренаде были союзниками революционных сил (по подсчётам историка Кита Кандлина, в действиях принимали активное участие порядка 12,5 тысяч рабов); около 7 тысяч из них погибли. К ним присоединились и многие французы, пережившие занятие Гренады британцами в 1763 году, в том числе и католики, поражённые новыми хозяевами острова в гражданских и политических правах на основании своего вероисповедания.
8 апреля 1796 г. в перестрелке погиб брат Федона. Чтобы отомстить за смерть своего брата, Федон приказал казнить 48 из 53 британских заключённых (заложников), которых держал на горе, включая губернатора Ниниана Хоума.

### Поражение
Со своей базы в горах повстанцы Федона могли контролировать весь остров, за исключением Сент-Джорджеса, где располагалась резиденция правительства. Наступление на этот город потерпело неудачу, что историки считают предвестником окончательного поражения восстания. Кроме того, во многих случаях повстанцы позволяли британцам перегруппироваться и набраться сил, не предпринимая атак.
На следующий день после неудачной атаки на Сент-Джорджес, силы Федона потерпели поражение на крутых холмах и хребтах у горы Куа-Куа. Немногочисленные выжившие повстанцы бросились с горы. Федон так и не попал в плен, и его местонахождение осталось неизвестным. В последний раз его видели 27 июня (британцы объявили о подавлении восстания 19 июня). Некоторые историки считают, что он пытался бежать с острова на каноэ, которое могло затонуть из-за непогоды. Ходили слухи (в том числе со слов губернатора Тринидада Ральфа Вудфорда), что Федона якобы видели на Кубе, но подтверждений этому не было. Награда в £500 за его поимку не нашла получателей.

## Идеология
Федон находился под влиянием двух революций — Французской (в том числе посредством французских революционных лидеров на Гваделупе) и Гаитянской. Большинство историков утверждали, что Федон намеревался предоставить свободу рабам, в то время как другие утверждают, что он просто желал, чтобы остров вернулся под контроль католиков-французов. Его последователи (особенно Жан-Пьер Ла Валетт, Шарль Ног, Станислав Бессон, Этьен Вентур и Иоахим Филипп) также находились под влиянием революционных идеалов свободы, равенства и братства.

## Наследие
Гора, которая была базой повстанцев во время восстания, расположенная близ поместья Федона Бельведер в центре Гренады, — единственное место на острове, носящее его имя (первоначально называвшаяся Воклен гора ныне переименована в Morne Fédon). Сама фамилия Федон исчезла с Гренады.
Восстание Федона, несмотря на своё поражение, помогло смягчить британскую политику относительно владений в Вест-Индии, которая стала более примиренческой. Оно также стало провозвестником революционных выступлений, прокатившихся по Карибскому региону в следующем столетии, и уничтожения работорговли.
В романе тринидадского писателя Эдварда Ланцера Джозефа Warner Arundell (1838) Федон является протагонистом — своего рода байроническим героем того времени. События восстания автор излагает на базе фактического материала, но после исчезновения героя даёт волю фантазии — у него Федон пережил восстание и живёт в изгнании, преследуемый «призраком поражения».
Пример Федона — «первого антиколониального, антирабовладельческого, протонационалистического героя Гренады» — оказал значительное влияние на Мориса Бишопа и его левую партию Новое движение ДЖУЭЛ. Углублённо изучавший гренадскую историю Бишоп вписывал собственную революцию в «традицию сопротивления», начатую Федоном, и часто апеллировал к нему в своих речах: например, в ноябре 1980 года он назвал соотечественников «детьми Федона». Имя Федона носила и главная база Народно-революционной армии накануне восстания 1979 года, и национальное издательство Fedon Publishers, созданное правительством Бишопа. Университет Вест-Индии ежегодно присуждает мемориальную премию им. Жюльена Федона за студенческое историческое исследование.

## Ссылка
- Дж. Хасси. Фонд ораторского искусства — Федон: борьба за свободу